# 17 км (зупинний пункт, Краснолиманська дирекція Донецької залізниці, Сіверськ)
17 кіломе́тр — пасажирський залізничний зупинний пункт Лиманської дирекції Донецької залізниці.
Розташований за кількасот метрів від села Білогорівка, Бахмутський район, Донецької області на лінії Родакове — Сіверськ між станціями Ниркове (9 км) та Сіверськ (17 км).
Не зважаючи на війну на Луганщині, транспортне сполучення не припинене, щодоби дві пари приміських поїздів здійснюють перевезення за маршрутом Сіверськ — Попасна, проте Донецька залізниця час проходження вказує лише по станціях. На платформах є зупинки, але час не зафіксовано.